# Jean Seri
Jean Michaël Seri (Grand-Béréby, 19 luglio 1991) è un calciatore ivoriano, centrocampista svincolato della nazionale ivoriana, con la quale ha vinto la Coppa d'Africa nel 2024.

## Caratteristiche tecniche
Gioca prevalentemente come centrocampista centrale, ma può agire anche come mediano nonostante la statura bassa è forte fisicamente con una discreta visione di gioco, possiede inoltre una buona abilità negli inserimenti offensivi.

## Carriera

### Club
Dopo aver giocato in patria con Africa Sports National e ASEC Mimosas, si trasferisce al Porto, che lo fa giocare con la squadra riserve nella seconda serie portoghese. Nel 2013 passa al Paços de Ferreira, con cui debutta in massima serie e dove milita per due stagioni.
Il 28 febbraio 2015 si accorda con il Nizza, con cui andrà a giocare al termine della stagione 2014-2015. firmando un contratto di durata quadriennale. Negli anni in Francia si afferma come uno dei migliori calciatori nel suo ruolo in Europa.
Il 12 luglio 2018, passa al Fulham, club neo-promosso in Premier League, firmando un contratto quadriennale con la società inglese.
Il 18 luglio 2019 il Galatasaray lo acquista ufficialmente in prestito annuale fino al 30 giugno 2020.
A fine prestito torna al Fulham, dove resta ai margini della rosa. Questo lo spinge a fare sì che il 30 gennaio 2021 i londinesi lo cedano a titolo temporaneo al Bordeaux.
L'8 luglio 2022 passa gratuitamente all'Hull City (nella seconda divisione inglese) a titolo definitivo.
Nell'estate del 2024 si trasferisce nella prima divisione saudita all'Al-Orobah.

### Nazionale
Ha giocato nella nazionale ivoriana Under-23.
Il 6 settembre 2015 ha debuttato con la nazionale maggiore ivoriana in una partita valida per la qualificazione alla Coppa d'Africa contro la Sierra Leone.

## Statistiche

### Presenze e reti nei club
Statistiche aggiornate al 5 ottobre 2024.
| Stagione                 | Squadra                  | Campionato               | Campionato | Campionato | Coppe nazionali | Coppe nazionali | Coppe nazionali | Coppe continentali | Coppe continentali | Coppe continentali | Altre coppe | Altre coppe | Altre coppe | Totale | Totale |
| Stagione                 | Squadra                  | Comp                     | Pres       | Reti       | Comp            | Pres            | Reti            | Comp               | Pres               | Reti               | Comp        | Pres        | Reti        | Pres   | Reti   |
| ------------------------ | ------------------------ | ------------------------ | ---------- | ---------- | --------------- | --------------- | --------------- | ------------------ | ------------------ | ------------------ | ----------- | ----------- | ----------- | ------ | ------ |
| 2011                     | ASEC Mimosas             | PD                       | 0          | 0          | -               | -               | -               | CCL                | 1                  | 0                  | -           | -           | -           | 1      | 0      |
| 2012                     | ASEC Mimosas             | PD                       | 16         | 1          | -               | -               | -               | -                  | -                  | -                  | -           | -           | -           | 16     | 1      |
| Totale ASEC Mimosas      | Totale ASEC Mimosas      | Totale ASEC Mimosas      | 16         | 1          |                 | -               | -               |                    | 1                  | 0                  |             | -           | -           | 17     | 1      |
| 2012-2013                | Porto B                  | SL                       | 19         | 1          | -               | -               | -               | -                  | -                  | -                  | -           | -           | -           | 19     | 1      |
| 2013-2014                | Paços de Ferreira        | PL                       | 21+2       | 1+1        | CP+CdL          | 3+2             | 0               | UEL                | 6                  | 0                  | -           | -           | -           | 34     | 2      |
| 2014-2015                | Paços de Ferreira        | PL                       | 33         | 1          | CP+CdL          | 2+0             | 0               | -                  | -                  | -                  | -           | -           | -           | 35     | 1      |
| Totale Paços de Ferreira | Totale Paços de Ferreira | Totale Paços de Ferreira | 54+2       | 2+1        |                 | 7               | 0               |                    | 6                  | 0                  |             | -           | -           | 69     | 3      |
| 2015-2016                | OGC Nice                 | L1                       | 38         | 3          | CF+CdL          | 1+2             | 0               | -                  | -                  | -                  | -           | -           | -           | 41     | 3      |
| 2016-2017                | OGC Nice                 | L1                       | 34         | 7          | CF+CdL          | 0+1             | 0               | UEL                | 4                  | 0                  | -           | -           | -           | 39     | 7      |
| 2017-2018                | OGC Nice                 | L1                       | 31         | 2          | CF+CdL          | 1+2             | 0               | UCL+UEL            | 4+5                | 0                  | -           | -           | -           | 43     | 2      |
| Totale Nizza             | Totale Nizza             | Totale Nizza             | 103        | 12         |                 | 7               | 0               |                    | 13                 | 0                  |             | -           | -           | 123    | 12     |
| 2018-2019                | Fulham                   | PL                       | 32         | 1          | FACup+CdL       | 1+1             | 0               | -                  | -                  | -                  | -           | -           | -           | 34     | 1      |
| 2019-2020                | Galatasaray              | SL                       | 27         | 2          | TK              | 3               | 0               | UCL                | 6                  | 0                  | TS          | 1           | 0           | 37     | 2      |
| 2020-gen. 2021           | Fulham                   | PL                       | 0          | 0          | FACup+CdL       | 0+2             | 0               | -                  | -                  | -                  | -           | -           | -           | 2      | 0      |
| gen.-giu. 2021           | Bordeaux                 | L1                       | 12         | 0          | CF              | 1               | 0               | -                  | -                  | -                  | -           | -           | -           | 13     | 0      |
| 2021-2022                | Fulham                   | FLC                      | 33         | 1          | FACup+CdL       | 1+0             | 0               | -                  | -                  | -                  | -           | -           | -           | 34     | 1      |
| Totale Fulham            | Totale Fulham            | Totale Fulham            | 65         | 2          |                 | 5               | 0               |                    | -                  | -                  |             | -           | -           | 70     | 2      |
| 2022-2023                | Hull City                | FLC                      | 37         | 1          | FACup+CdL       | 0+0             | 0               | -                  | -                  | -                  | -           | -           | -           | 37     | 1      |
| 2023-2024                | Hull City                | FLC                      | 39         | 1          | FACup+CdL       | 0+0             | 0               | -                  | -                  | -                  | -           | -           | -           | 39     | 1      |
| ago. 2024                | Hull City                | FLC                      | 0          | 0          | FACup+CdL       | 0+1             | 0               | -                  | -                  | -                  | -           | -           | -           | 1      | 0      |
| Totale Hull City         | Totale Hull City         | Totale Hull City         | 76         | 2          |                 | 1               | 0               |                    | -                  | -                  |             | -           | -           | 77     | 2      |
| ago. 2024-2025           | Al-Orobah                | SPL                      | 5          | 1          | KC              | 1               | 0               | -                  | -                  | -                  | -           | -           | -           | 6      | 1      |
| Totale carriera          | Totale carriera          | Totale carriera          | 377+2      | 23+1       |                 | 25              | 0               |                    | 26                 | 0                  |             | 1           | 0           | 431    | 24     |

### Cronologia presenze e reti in nazionale
| Cronologia completa delle presenze e delle reti in nazionale ― Costa d'Avorio | Cronologia completa delle presenze e delle reti in nazionale ― Costa d'Avorio | Cronologia completa delle presenze e delle reti in nazionale ― Costa d'Avorio | Cronologia completa delle presenze e delle reti in nazionale ― Costa d'Avorio | Cronologia completa delle presenze e delle reti in nazionale ― Costa d'Avorio | Cronologia completa delle presenze e delle reti in nazionale ― Costa d'Avorio | Cronologia completa delle presenze e delle reti in nazionale ― Costa d'Avorio | Cronologia completa delle presenze e delle reti in nazionale ― Costa d'Avorio |
| Data                                                                          | Città                                                                         | In casa                                                                       | Risultato                                                                     | Ospiti                                                                        | Competizione                                                                  | Reti                                                                          | Note                                                                          |
| ----------------------------------------------------------------------------- | ----------------------------------------------------------------------------- | ----------------------------------------------------------------------------- | ----------------------------------------------------------------------------- | ----------------------------------------------------------------------------- | ----------------------------------------------------------------------------- | ----------------------------------------------------------------------------- | ----------------------------------------------------------------------------- |
| 6-9-2015                                                                      | Port Harcourt                                                                 | Sierra Leone                                                                  | 0 – 0                                                                         | Costa d'Avorio                                                                | Qual. Coppa d'Africa 2017                                                     | -                                                                             | 46’                                                                           |
| 9-10-2015                                                                     | Agadir                                                                        | Marocco                                                                       | 0 – 1                                                                         | Costa d'Avorio                                                                | Amichevole                                                                    | -                                                                             |                                                                               |
| 13-11-2015                                                                    | Monrovia                                                                      | Liberia                                                                       | 0 – 1                                                                         | Costa d'Avorio                                                                | Qual. Mondiali 2018                                                           | -                                                                             |                                                                               |
| 17-11-2015                                                                    | Abidjan                                                                       | Costa d'Avorio                                                                | 3 – 0                                                                         | Liberia                                                                       | Qual. Mondiali 2018                                                           | 1                                                                             |                                                                               |
| 25-3-2016                                                                     | Abidjan                                                                       | Costa d'Avorio                                                                | 1 – 0                                                                         | Sudan                                                                         | Qual. Coppa d'Africa 2017                                                     | -                                                                             |                                                                               |
| 29-3-2016                                                                     | Omdurman                                                                      | Sudan                                                                         | 1 – 1                                                                         | Costa d'Avorio                                                                | Qual. Coppa d'Africa 2017                                                     | -                                                                             | 64’                                                                           |
| 20-5-2016                                                                     | Budapest                                                                      | Ungheria                                                                      | 0 – 0                                                                         | Costa d'Avorio                                                                | Amichevole                                                                    | -                                                                             |                                                                               |
| 3-9-2016                                                                      | Bouaké                                                                        | Costa d'Avorio                                                                | 1 – 1                                                                         | Sierra Leone                                                                  | Qual. Coppa d'Africa 2017                                                     | -                                                                             | 76’                                                                           |
| 8-10-2016                                                                     | Bouaké                                                                        | Costa d'Avorio                                                                | 3 – 1                                                                         | Mali                                                                          | Qual. Mondiali 2018                                                           | -                                                                             |                                                                               |
| 8-1-2017                                                                      | Abu Dhabi                                                                     | Svezia                                                                        | 1 – 2                                                                         | Costa d'Avorio                                                                | Amichevole                                                                    | -                                                                             | 46’                                                                           |
| 11-1-2017                                                                     | Abu Dhabi                                                                     | Costa d'Avorio                                                                | 3 – 0                                                                         | Uganda                                                                        | Amichevole                                                                    | -                                                                             |                                                                               |
| 16-1-2017                                                                     | Oyem                                                                          | Costa d'Avorio                                                                | 0 – 0                                                                         | Togo                                                                          | Coppa d'Africa 2017 - 1º turno                                                | -                                                                             | 65’                                                                           |
| 24-1-2017                                                                     | Oyem                                                                          | Marocco                                                                       | 1 – 0                                                                         | Costa d'Avorio                                                                | Coppa d'Africa 2017 - 1º turno                                                | -                                                                             | 52’                                                                           |
| 4-6-2017                                                                      | Rotterdam                                                                     | Paesi Bassi                                                                   | 5 – 0                                                                         | Costa d'Avorio                                                                | Amichevole                                                                    | -                                                                             | 59’                                                                           |
| 10-6-2017                                                                     | Bouaké                                                                        | Costa d'Avorio                                                                | 2 – 3                                                                         | Guinea                                                                        | Qual. Coppa d'Africa 2019                                                     | -                                                                             | 78’                                                                           |
| 2-9-2017                                                                      | Libreville                                                                    | Gabon                                                                         | 0 – 3                                                                         | Costa d'Avorio                                                                | Qual. Mondiali 2018                                                           | -                                                                             | 79’                                                                           |
| 5-9-2017                                                                      | Bouaké                                                                        | Costa d'Avorio                                                                | 1 – 2                                                                         | Gabon                                                                         | Qual. Mondiali 2018                                                           | -                                                                             | 89’                                                                           |
| 24-3-2018                                                                     | Beauvais                                                                      | Togo                                                                          | 2 – 2                                                                         | Costa d'Avorio                                                                | Amichevole                                                                    | -                                                                             |                                                                               |
| 27-3-2018                                                                     | Beauvais                                                                      | Moldavia                                                                      | 1 – 2                                                                         | Costa d'Avorio                                                                | Amichevole                                                                    | -                                                                             | 66’                                                                           |
| 9-9-2018                                                                      | Kigali                                                                        | Ruanda                                                                        | 1 – 2                                                                         | Costa d'Avorio                                                                | Qual. Coppa d'Africa 2019                                                     | -                                                                             |                                                                               |
| 12-10-2018                                                                    | Bouaké                                                                        | Costa d'Avorio                                                                | 4 – 0                                                                         | Rep. Centrafricana                                                            | Qual. Coppa d'Africa 2019                                                     | -                                                                             | 57’                                                                           |
| 16-10-2018                                                                    | Bangui                                                                        | Rep. Centrafricana                                                            | 0 – 0                                                                         | Costa d'Avorio                                                                | Qual. Coppa d'Africa 2019                                                     | -                                                                             |                                                                               |
| 18-11-2018                                                                    | Conakry                                                                       | Guinea                                                                        | 1 – 1                                                                         | Costa d'Avorio                                                                | Qual. Coppa d'Africa 2019                                                     | 1                                                                             |                                                                               |
| 23-3-2019                                                                     | Abidjan                                                                       | Costa d'Avorio                                                                | 3 – 0                                                                         | Ruanda                                                                        | Qual. Coppa d'Africa 2019                                                     | -                                                                             |                                                                               |
| 26-3-2019                                                                     | Abidjan                                                                       | Costa d'Avorio                                                                | 1 – 0                                                                         | Liberia                                                                       | Amichevole                                                                    | -                                                                             | 83’                                                                           |
| 7-6-2019                                                                      | Boulogne-sur-Mer                                                              | Costa d'Avorio                                                                | 3 – 1                                                                         | Comore                                                                        | Amichevole                                                                    | -                                                                             | 74’                                                                           |
| 15-6-2019                                                                     | Abu Dhabi                                                                     | Costa d'Avorio                                                                | 0 – 1                                                                         | Uganda                                                                        | Amichevole                                                                    | -                                                                             | 77’                                                                           |
| 19-6-2019                                                                     | Abu Dhabi                                                                     | Costa d'Avorio                                                                | 4 – 1                                                                         | Zambia                                                                        | Amichevole                                                                    | 1                                                                             | 79’                                                                           |
| 24-6-2019                                                                     | Il Cairo                                                                      | Costa d'Avorio                                                                | 1 – 0                                                                         | Sudafrica                                                                     | Coppa d'Africa 2019 - 1º turno                                                | -                                                                             | 41’ 69’                                                                       |
| 28-6-2019                                                                     | Il Cairo                                                                      | Marocco                                                                       | 1 – 0                                                                         | Costa d'Avorio                                                                | Coppa d'Africa 2019 - 1º turno                                                | -                                                                             | 63’                                                                           |
| 6-9-2021                                                                      | Abidjan                                                                       | Costa d'Avorio                                                                | 2 – 1                                                                         | Camerun                                                                       | Qual. Mondiali 2022                                                           | -                                                                             | 90+3’                                                                         |
| 11-10-2021                                                                    | Cotonou                                                                       | Costa d'Avorio                                                                | 2 – 1                                                                         | Malawi                                                                        | Qual. Mondiali 2022                                                           | -                                                                             | 71’                                                                           |
| 13-11-2021                                                                    | Cotonou                                                                       | Costa d'Avorio                                                                | 3 – 0                                                                         | Mozambico                                                                     | Qual. Mondiali 2022                                                           | 1                                                                             |                                                                               |
| 16-11-2021                                                                    | Douala                                                                        | Camerun                                                                       | 1 – 0                                                                         | Costa d'Avorio                                                                | Qual. Mondiali 2022                                                           | -                                                                             | 34’ 46’                                                                       |
| 12-1-2022                                                                     | Douala                                                                        | Guinea Equatoriale                                                            | 0 – 1                                                                         | Costa d'Avorio                                                                | Coppa d'Africa 2021 - 1º turno                                                | -                                                                             |                                                                               |
| 16-1-2022                                                                     | Douala                                                                        | Costa d'Avorio                                                                | 2 – 2                                                                         | Sierra Leone                                                                  | Coppa d'Africa 2021 - 1º turno                                                | -                                                                             |                                                                               |
| 20-1-2022                                                                     | Douala                                                                        | Costa d'Avorio                                                                | 3 – 1                                                                         | Algeria                                                                       | Coppa d'Africa 2021 - 1º turno                                                | -                                                                             |                                                                               |
| 26-1-2022                                                                     | Douala                                                                        | Costa d'Avorio                                                                | 0 – 0 dts (4 – 5 dtr)                                                         | Egitto                                                                        | Coppa d'Africa 2021 - Ottavi di finale                                        | -                                                                             | 72’                                                                           |
| 25-3-2022                                                                     | Marsiglia                                                                     | Francia                                                                       | 2 – 1                                                                         | Costa d'Avorio                                                                | Amichevole                                                                    | -                                                                             | 7’                                                                            |
| 29-3-2022                                                                     | Londra                                                                        | Inghilterra                                                                   | 3 – 0                                                                         | Costa d'Avorio                                                                | Amichevole                                                                    | -                                                                             | 33’ 90+3’                                                                     |
| 3-6-2022                                                                      | Yamoussoukro                                                                  | Costa d'Avorio                                                                | 3 – 1                                                                         | Zambia                                                                        | Qual. Coppa d'Africa 2023                                                     | -                                                                             |                                                                               |
| 9-6-2022                                                                      | Johannesburg                                                                  | Lesotho                                                                       | 0 – 0                                                                         | Costa d'Avorio                                                                | Qual. Coppa d'Africa 2023                                                     | -                                                                             | 85’                                                                           |
| 24-9-2022                                                                     | Le Petit-Quevilly                                                             | Costa d'Avorio                                                                | 2 – 1                                                                         | Togo                                                                          | Amichevole                                                                    | -                                                                             | 72’                                                                           |
| 16-11-2022                                                                    | Marrakech                                                                     | Costa d'Avorio                                                                | 4 – 0                                                                         | Burundi                                                                       | Amichevole                                                                    | -                                                                             | 59’                                                                           |
| 19-11-2022                                                                    | Marrakech                                                                     | Burkina Faso                                                                  | 2 – 1                                                                         | Costa d'Avorio                                                                | Amichevole                                                                    | -                                                                             | 77’                                                                           |
| 9-9-2023                                                                      | San-Pédro                                                                     | Costa d'Avorio                                                                | 1 – 0                                                                         | Lesotho                                                                       | Qual. Coppa d'Africa 2023                                                     | -                                                                             | Cap.                                                                          |
| 17-10-2023                                                                    | Abidjan                                                                       | Costa d'Avorio                                                                | 1 – 1                                                                         | Sudafrica                                                                     | Amichevole                                                                    | -                                                                             | 90’                                                                           |
| 17-11-2023                                                                    | Abidjan                                                                       | Costa d'Avorio                                                                | 9 – 0                                                                         | Seychelles                                                                    | Qual. Mondiali 2026                                                           | -                                                                             | 64’                                                                           |
| 20-11-2023                                                                    | Dar es Salaam                                                                 | Gambia                                                                        | 0 – 2                                                                         | Costa d'Avorio                                                                | Qual. Mondiali 2026                                                           | -                                                                             | 89’                                                                           |
| 6-1-2024                                                                      | San-Pédro                                                                     | Costa d'Avorio                                                                | 5 – 1                                                                         | Sierra Leone                                                                  | Amichevole                                                                    | -                                                                             | 76’                                                                           |
| 29-1-2024                                                                     | Yamoussoukro                                                                  | Senegal                                                                       | 1 – 1 dts (4 - 5 dtr)                                                         | Costa d'Avorio                                                                | Coppa d'Africa 2023 - Ottavi di finale                                        | -                                                                             | 90’                                                                           |
| 3-2-2024                                                                      | Bouaké                                                                        | Mali                                                                          | 1 – 2 dts                                                                     | Costa d'Avorio                                                                | Coppa d'Africa 2023 - Quarti di finale                                        | -                                                                             | 86’                                                                           |
| 7-2-2024                                                                      | Abidjan                                                                       | Costa d'Avorio                                                                | 1 – 0                                                                         | RD del Congo                                                                  | Coppa d'Africa 2023 - Semifinale                                              | -                                                                             | 61’                                                                           |
| 11-2-2024                                                                     | Abidjan                                                                       | Costa d'Avorio                                                                | 2 – 1                                                                         | Nigeria                                                                       | Coppa d'Africa 2023 - Finale                                                  | -                                                                             | 90+2’                                                                         |
| 23-3-2024                                                                     | Amiens                                                                        | Costa d'Avorio                                                                | 2 – 2                                                                         | Benin                                                                         | Amichevole                                                                    | -                                                                             | 78’                                                                           |
| 26-3-2024                                                                     | Lens                                                                          | Costa d'Avorio                                                                | 2 – 1                                                                         | Uruguay                                                                       | Amichevole                                                                    | -                                                                             | 65’ 75’                                                                       |
| 7-6-2024                                                                      | Korhogo                                                                       | Costa d'Avorio                                                                | 1 – 0                                                                         | Gabon                                                                         | Qual. Mondiali 2026                                                           | -                                                                             | 78’                                                                           |
| 11-6-2024                                                                     | Lilongwe                                                                      | Kenya                                                                         | 0 – 0                                                                         | Costa d'Avorio                                                                | Qual. Mondiali 2026                                                           | -                                                                             | 77’                                                                           |
| 6-9-2024                                                                      | Bouaké                                                                        | Costa d'Avorio                                                                | 2 – 0                                                                         | Zambia                                                                        | Qual. Coppa d'Africa 2025                                                     | -                                                                             |                                                                               |
| 10-9-2024                                                                     | Yaoundé                                                                       | Ciad                                                                          | 0 – 2                                                                         | Costa d'Avorio                                                                | Qual. Coppa d'Africa 2025                                                     | -                                                                             |                                                                               |
| 11-10-2024                                                                    | San-Pédro                                                                     | Costa d'Avorio                                                                | 4 – 1                                                                         | Sierra Leone                                                                  | Qual. Coppa d'Africa 2025                                                     | -                                                                             | 78’                                                                           |
| 15-10-2024                                                                    | Monrovia                                                                      | Sierra Leone                                                                  | 1 – 0                                                                         | Costa d'Avorio                                                                | Qual. Coppa d'Africa 2025                                                     | -                                                                             | 44’                                                                           |
| Totale                                                                        |                                                                               | Presenze                                                                      | 62                                                                            |                                                                               | Reti                                                                          | 4                                                                             |                                                                               |

## Palmarès

### Club
- Campionato ivoriano: 2

Africa Sports: 2008
ASEC Mimosas: 2010
- Coppa della Costa d'Avorio: 1

ASEC Mimosas: 2011
- Supercoppa di Turchia: 1

Galatasaray: 2019
- Campionato inglese di seconda divisione: 1

Fulham: 2021-2022

### Nazionale
- Coppa d'Africa: 1

Costa d'Avorio 2023